# Pervomartovtsi
O termo Pervomartovtsi (Первомартовцы em russo; pode ser traduzido aproximadamente como "aqueles que fizeram algo em 1º de março") refere-se aos revolucionários Russos, membros do Narodnaya Volya, que assassinaram o Czar Alexandre II da Rússia (1º de Março de 1881, pelo calendário juliano) e tentaram assassinar Alexandre III da Rússia (1º de Março de 1887, "o segundo primeiro de Março").
O atentado de 1881 foi arquitetado pelo comitê executivo do Narodnaya Volya. Andrei Zhelyabov foi o principal organizador. Após a sua detenção em 27 de Fevereiro, Zhelyabov foi substituído por Sophia Perovskaya.
Alexandre II da Rússia foi morto por uma bomba lançada por Ignacy Hryniewiecki, que também morreu. Todos os envolvidos - Zhelyabov, Perovskaya, Nikolai Kibalchich, Gesya Gelfman, Timofei Mikhailov, Nikolai Rysakov - foram julgados por um comité especial do Senado (Особое присутствие Правительствующего Сената em Russo, Presença especial do Senado Governativo]]) entre 26 de Março e 29 de Março e foram sentenciados à morte por enforcamento.
A 3 de Abril de 1881, todos os elementos do Pervomartovtsi foram enforcados, exceto Gelfman, cuja execução foi adiada devido à sua gravidez, sendo a pena substituída por katorga por um período indeterminado de tempo.
O segundo "Primeiro de Março" foi idealizado por membros da "facção terrorista" do Narodnaya Volya, incluindo Aleksandr Ulyanov (irmão de Lenin).
Em 1º de Março de 1887, o grupo foi para São Petersburgo, encaminhou-se para o Nevsky Prospekt e, à passagem da carruagem  de Alexandre III, arremessou bombas contra o veículo.
As quinze pessoas envolvidas, incluindo os principais organizadores (Aleksandr Ulyanov e Petr Shevyrev) e os que atiraram as bombas (Pakhomiy Andreyushkin, Vasili Generalov, Vasili Osipanov), além de 10 outras pessoas, foram julgadas por uma  comissão especial do senado, entre 15 e 19 de Abril, e sentenciados. Os primeiros cinco foram enforcados a 8 de Maio de 1887. Os restantes foram sentenciados à prisão, desterro ou katorga.